# Közép-Bihar
Közép-Bihar este o arie protejată (arie specială de conservare — SAC, sit de importanță comunitară — SCI) din Ungaria întinsă pe o suprafață de 12.045 ha, integral pe uscat.

## Localizare
Centrul sitului Közép-Bihar este situat la coordonatele 47°06′12″N 21°28′34″E / 47.103333°N 21.476111°E.

## Înființare
Situl Közép-Bihar a fost declarat sit de importanță comunitară în mai 2004 pentru a proteja 1 specie de plante și 17 specii de animale. Situl a fost protejat și ca arie specială de conservare în februarie 2010.

## Biodiversitate
Situată în ecoregiunea panonică, aria protejată conține 6 habitate naturale: Stepe și mlaștini sărate panonice, Păduri stepice euro-siberiene cu Quercus spp., Pajiști stepice panonice pe loess, Lacuri eutrofice naturale cu vegetație de tip Magnopotamion sau Hydrocharition, Liziere de ierburi înalte hidrofile de câmpie și de nivel montan până la alpin, Pajiști aluvionare inundabile, de Cnidion dubii.
La baza desemnării sitului se află mai multe specii protejate:
- plante (1): Cirsium brachycephalum
- amfibieni (2): buhai de baltă cu burta roșie (Bombina bombina), triton cu creastă dobrogean (Triturus dobrogicus)
- mamifere (3): vidră de râu (Lutra lutra), liliac cu urechi de șoarece (Myotis blythii), popândău (Spermophilus citellus)
- nevertebrate (6): croitorul mare al stejarului (Cerambyx cerdo), Cucujus cinnaberinus, orthosia schmidtii (Dioszeghyana schmidtii), Gortyna borelii lunata, rădașcă (Lucanus cervus), fluturele purpuriu (Lycaena dispar)
- pești (5): zvârluga (Cobitis taenia), romanogobio albipinnatus (Gobio albipinnatus), țipar (Misgurnus fossilis), boarță (Rhodeus sericeus amarus), țigănuș (Umbra krameri)
- reptile (1): țestoasa de baltă (Emys orbicularis)

Pe lângă speciile protejate, pe teritoriul sitului au mai fost identificate 3 specii de plante, 1 specie de nevertebrate.